# Ginástica nos Jogos Islâmicos da Solidariedade de 2021
As competições de ginástica nos Jogos Islâmicos da Solidariedade de 2021 foi realizada em Konya, Turquia, de 10 a 18 de agosto de 2022, no Velódromo de Konya. As competições foram realizadas entre 10 e 11 de agosto de 2022 para a ginástica artística masculina e de 17 a 18 de agosto de 2022 para a ginástica artística feminina. As competições aeróbicas foram realizadas entre 13 e 14 de agosto de 2022 e as competições de ginástica rítmica foram realizadas de 13 a 14 de agosto de 2022.
Os Jogos foram originalmente programados para acontecer de 20 a 29 de agosto de 2021. Em maio de 2020, a Federação Islâmica de Esportes de Solidariedade (ISSF), responsável pela direção e controle dos Jogos Islâmicos da Solidariedade, adiou os jogos, pois os Jogos Olímpicos de Verão de 2020 foram adiados para julho e agosto de 2021, devido à pandemia global de COVID-19.

## Medalhistas

### Ginástica artística

#### Masculino
| Evento           | Ouro                                            | Prata                                                                    | Bronze                                                        |
| ---------------- | ----------------------------------------------- | ------------------------------------------------------------------------ | ------------------------------------------------------------- |
| Equipes          | TUR Turquia Ferhat Arıcan Adem Asil Ahmet Önder | UZB Uzbequistão Rasuljon Abdurakhimov Abdulla Azimov Khabibullo Ergashev | KAZ Cazaquistão Milad Karimi Nariman Kurbanov Dmitriy Patanin |
| Individual geral | Adem Asil TUR Turquia                           | Ivan Tikhonov AZE Azerbaijão                                             | Rasuljon Abdurakhimov UZB Uzbequistão                         |
| Solo             | Ahmet Önder TUR Turquia                         | Dmitriy Patanin KAZ Cazaquistão                                          | Adem Asil TUR Turquia                                         |
| Cavalo com alças | Ahmad Abu Al-Soud JOR Jordânia                  | Nariman Kurbanov KAZ Cazaquistão                                         | Ferhat Arıcan TUR Turquia                                     |
| Argolas          | Adem Asil TUR Turquia                           | Nikita Simonov AZE Azerbaijão                                            | Ahmet Önder TUR Turquia                                       |
| Salto            | Ivan Tikhonov AZE Azerbaijão                    | Adem Asil TUR Turquia                                                    | Ahmet Önder TUR Turquia                                       |
| Barras paralelas | Ferhat Arıcan TUR Turquia                       | Ahmet Önder TUR Turquia                                                  | Rasuljon Abdurakhimov UZB Uzbequistão                         |
| Barra fixa       | Ahmet Önder TUR Turquia                         | Milad Karimi KAZ Cazaquistão                                             | Ivan Tikhonov AZE Azerbaijão                                  |

#### Feminino
| Evento              | Ouro                                                         | Prata                                                                  | Bronze                                                   |
| ------------------- | ------------------------------------------------------------ | ---------------------------------------------------------------------- | -------------------------------------------------------- |
| Equipes             | TUR Turquia Sevgi Seda Kayışoğlu Bilge Tarhan Bengisu Yıldız | UZB Uzbequistão Dildora Aripova Oksana Chusovitina Ominakhon Khalilova | KAZ Cazaquistão Aida Bauyrzhanova Ayazhan Shamshitdinova |
| Individual geral    | Bengisu Yıldız TUR Turquia                                   | Dildora Aripova UZB Uzbequistão                                        | Sevgi Seda Kayışoğlu TUR Turquia                         |
| Salto               | Oksana Chusovitina UZB Uzbequistão                           | Bilge Tarhan TUR Turquia                                               | Bengisu Yıldız TUR Turquia                               |
| Barras assimétricas | Sevgi Seda Kayışoğlu TUR Turquia                             | Bengisu Yıldız TUR Turquia                                             | Aida Bauyrzhanova KAZ Cazaquistão                        |
| Trave               | Dildora Aripova UZB Uzbequistão                              | Aida Bauyrzhanova KAZ Cazaquistão                                      | Bengisu Yıldız TUR Turquia                               |
| Solo                | Aida Bauyrzhanova KAZ Cazaquistão                            | Ominakhon Khalilova UZB Uzbequistão                                    | Bilge Tarhan TUR Turquia                                 |

### Ginástica rítmica
| Evento            | Ouro | Prata | Bronze |
| ----------------- | --- | --- | --- |
| Equipes           | AZE Azerbaijão Zohra Aghamirova Alina Gozalova Ilona Zeynalova                                                                         | UZB Uzbequistão Takhmina Ikromova Yosmina Rakhimova Sabina Tashkenbaeva                                                                | KAZ Cazaquistão Elzhana Taniyeva Aibota Yertaikyzy                                                           |
| Arco              | Takhmina Ikromova UZB Uzbequistão | Zohra Aghamirova AZE Azerbaijão | Elzhana Taniyeva KAZ Cazaquistão                                                                             |
| Bola              | Elzhana Taniyeva KAZ Cazaquistão | Takhmina Ikromova UZB Uzbequistão | Zohra Aghamirova AZE Azerbaijão                                                                              |
| Maças             | Zohra Aghamirova AZE Azerbaijão | Takhmina Ikromova UZB Uzbequistão | Sabina Tashkenbaeva UZB Uzbequistão                                                                          |
| Fita              | Zohra Aghamirova AZE Azerbaijão | Takhmina Ikromova UZB Uzbequistão | Elzhana Taniyeva KAZ Cazaquistão                                                                             |
| Grupos geral      | AZE Azerbaijão Gullu Aghalarzade Laman Alimuradova Kamilla Aliyeva Zeynab Hummatova Yelyzaveta Luzan Darya Sorokina                    | UZB Uzbequistão Khurshidabonu Abduraufova Nilufar Azamova Nargiza Djumaniyazova Shakhzoda Ibragimova Mumtozabonu Iskhokzoda Mariya Pak | KAZ Cazaquistão Aruzhan Kassenova Aislu Murzagaliyeva Aidana Shayakhmetova Assel Shukirbay Renata Zholdinova |
| 5 arcos           | UZB Uzbequistão Khurshidabonu Abduraufova Nilufar Azamova Nargiza Djumaniyazova Shakhzoda Ibragimova Mumtozabonu Iskhokzoda Mariya Pak | AZE Azerbaijão Gullu Aghalarzade Laman Alimuradova Kamilla Aliyeva Zeynab Hummatova Yelyzaveta Luzan Darya Sorokina                    | KAZ Cazaquistão Aruzhan Kassenova Aislu Murzagaliyeva Aidana Shayakhmetova Assel Shukirbay Renata Zholdinova |
| 3 fitas + 2 bolas | AZE Azerbaijão Gullu Aghalarzade Laman Alimuradova Kamilla Aliyeva Zeynab Hummatova Yelyzaveta Luzan Darya Sorokina                    | UZB Uzbequistão Khurshidabonu Abduraufova Nilufar Azamova Nargiza Djumaniyazova Shakhzoda Ibragimova Mumtozabonu Iskhokzoda Mariya Pak | TUR Turquia Işıl Alaş Yeliz Güneş Nehir Serap Özdemir Melisa Sert Duru Duygu Usta                            |

### Ginástica aeróbica
| Evento               | Ouro | Prata                                                                   | Bronze                                                                                  |
| -------------------- | --- | ----------------------------------------------------------------------- | --------------------------------------------------------------------------------------- |
| Individual masculino | Vladimir Dolmatov AZE Azerbaijão                                                                                                | Mehmet Utku Çırak TUR Turquia                                           | Ali Khalili IRI Irã                                                                     |
| Individual feminino  | Ayşe Begüm Onbaşı TUR Turquia                                                                                                   | Madina Mustafayeva AZE Azerbaijão                                       | Amdivie Kouhounha BEN Benim                                                             |
| Duplas mistas        | AZE Azerbaijão Vladimir Dolmatov Madina Mustafayeva                                                                             | TUR Turquia Can Derviş Nil Deniz Bal                                    | TUR Turquia Nihatcan Gül Nazlı Özgör                                                    |
| Trio                 | TUR Turquia Mehmet Utku Çırak Can Sarı Ahmet Meriç Turmamış                                                                     | AZE Azerbaijão Vladimir Dolmatov Khoshgadam Guliyeva Madina Mustafayeva | IRI Irã Amir Hossein Baniasad Alireza Nabipour Saeid Najafi                             |
| Equipes              | TUR Turquia Nil Deniz Bal Mehmet Utku Çırak Can Derviş Nihatcan Gül Ayşe Begüm Onbaşı Nazlı Özgör Can Sarı Ahmet Meriç Turmamış | AZE Azerbaijão Vladimir Dolmatov Khoshgadam Guliyeva Madina Mustafayeva | SLE Serra Leoa Umaru Barrie Michael Fornah Kehinde Ibrahim Fatu Jalloh Elizabeth Kamara |

## Quadro de medalhas
*   país anfitrião ( Turquia (TUR))
| Pos.               | País               | Ouro | Prata | Bronze | Total |
| ------------------ | ------------------ | ---- | ----- | ------ | ----- |
| 1                  | Turquia (TUR)      | 12   | 6     | 10     | 28    |
| 2                  | Azerbaijão (AZE)   | 8    | 7     | 2      | 17    |
| 3                  | Uzbequistão (UZB)  | 4    | 10    | 3      | 17    |
| 4                  | Cazaquistão (KAZ)  | 2    | 4     | 8      | 14    |
| 5                  | Jordânia (JOR)     | 1    | 0     | 0      | 1     |
| 6                  | Irã (IRI)          | 0    | 0     | 2      | 2     |
| 7                  | Benim (BEN)        | 0    | 0     | 1      | 1     |
| 7                  | Serra Leoa (SLE)   | 0    | 0     | 1      | 1     |
| Total (8 entradas) | Total (8 entradas) | 27   | 27    | 27     | 81    |

## Nações participantes
Um total de 113 atletas de 17 nações competiram na ginástica nos Jogos Islâmicos da Solidariedade de 2021:
- KSA Arábia Saudita (2)
- AZE Azerbaijão (17)
- BAN Bangladesh (3)
- BEN Benim (2)
- QAT Catar (2)
- KAZ Cazaquistão (12)
- YEM Iêmen (3)
- INA Indonésia (3)
- IRI Irã (7)
- JOR Jordânia (1)
- LBN Líbano (2)
- MAS Malásia (6)
- PAK Paquistão (3)
- KGZ Quirguistão (9)
- SLE Serra Leoa (5)
- TUR Turquia (21)
- UZB Uzbequistão (15)